# Copa Asiática Femenina Sub-20 de la AFC 2026
La Copa Asiática Femenina Sub-20 de la AFC 2026 (en inglés 2026 AFC U-20 Women's Championship™ Tailandia) es la duodécima edición del torneo. (Incluidas las ediciones anteriores del Campeonato Femenino Sub-20 de la AFC y el Campeonato Femenino Sub-19 de la AFC).
El torneo también cambió de nombre de Campeonato Sub-19 femenino de la AFC a la de Copa Asiática Femenina Sub-20 de la AFC a partir del año 2022.
Se realizará en Tailandia del 1 al 18 de abril de 2026.
El torneo está programado para celebrarse en Tailandia entre el 1 y el 18 de abril de 2026.

Por primera vez, un total de doce equipos competirán en el torneo y no habrá un desempate por el tercer puesto. Los cuatro mejores equipos del torneo se clasificarán para la Copa Mundial Femenina de Fútbol Sub-20 de 2026 en Polonia como representantes de la AFC. La Selección femenina de fútbol sub-20 de Corea del Norte es la campeona defensora.

## Sorteo
El sorteo se celebrará durante el año 2026 en la AFC House en Kuala Lumpur, Malasia.

## Sistema de competición
El país anfitrión se clasificará automáticamente. Once equipos se decidirán mediante el proceso de clasificación. La ronda de clasificación está programada para desarrollarse entre el 2 y el 10 de agosto de 2025.

## Primera ronda

### Grupo A
| Equipo    | PJ | PG | PE | PP | GF | GC | Dif | Pts |
| --------- | -- | -- | -- | -- | -- | -- | --- | --- |
| Tailandia | 0  | 0  | 0  | 0  | 0  | 0  | 0   | 0   |
|           | 0  | 0  | 0  | 0  | 0  | 0  | 0   | 0   |
|           | 0  | 0  | 0  | 0  | 0  | 0  | 0   | 0   |
|           | 0  | 0  | 0  | 0  | 0  | 0  | 0   | 0   |

### Grupo B
| Equipo | PJ | PG | PE | PP | GF | GC | Dif | Pts |
| ------ | -- | -- | -- | -- | -- | -- | --- | --- |
|        | 0  | 0  | 0  | 0  | 0  | 0  | 0   | 0   |
|        | 0  | 0  | 0  | 0  | 0  | 0  | 0   | 0   |
|        | 0  | 0  | 0  | 0  | 0  | 0  | 0   | 0   |
|        | 0  | 0  | 0  | 0  | 0  | 0  | 0   | 0   |

### Grupo C
| Equipo | PJ | PG | PE | PP | GF | GC | Dif | Pts |
| ------ | -- | -- | -- | -- | -- | -- | --- | --- |
|        | 0  | 0  | 0  | 0  | 0  | 0  | 0   | 0   |
|        | 0  | 0  | 0  | 0  | 0  | 0  | 0   | 0   |
|        | 0  | 0  | 0  | 0  | 0  | 0  | 0   | 0   |
|        | 0  | 0  | 0  | 0  | 0  | 0  | 0   | 0   |

## Equipos clasificados para la Copa Mundial Femenina Sub-20 de la FIFA
Los siguientes cuatro equipos de la AFC se clasificaron para la Copa Mundial Femenina de Fútbol Sub-20 de 2026 a realizarse en Polonia.
| Equipo         | Fecha de clasificación |
| -------------- | ---------------------- |
| Por determinar | abril de 2026          |
| Por determinar | abril de 2026          |
| Por determinar | abril de 2026          |
| Por determinar | abril de 2026          |

## Segunda fase

### Final
|                   |
|                   |
| Campeón .º título |

## Clasificados aPolonia 2026
Los siguientes equipos clasificaron a la Copa Mundial Femenina Sub-20 de la FIFA Polonia 2026.